# Serramanna
Serramanna là một đô thị ở tỉnh Sud Sardegna trong vùng Sardegna của Ý, cách khoảng 30 km về phía tây bắc của Cagliari và khoảng 15 km về phía nam của Sanluri. Tại thời điểm ngày 31 tháng 12 năm 2004, đô thị này có dân số 9.443 người và diện tích là 83,9 km².
Serramanna giáp các đô thị: Nuraminis, Samassi, Sanluri, Serrenti, Villacidro, Villasor.